# 아마가사카역
아마가사카역(일본어: 尼ヶ坂駅, あまがさかえき)은 일본 아이치현 나고야시 기타구 오스기 1초메에 소재하는 나고야 철도 세토선의 역이다. 역 번호는 ST04이다.

## 역 구조
상대식 승강장 2면 2선의 고가역이다. 역 집중 관리 시스템이 도입된 무인역이다.

### 승강장
| 번호 | 노선      | 방향 | 행선                    |
| ---- | --------- | ---- | ----------------------- |
| 1    | ■ 세토 선 | 하행 | 오조네・오와리세토 방면 |
| 2    | ■ 세토 선 | 상행 | 사카에마치 방면         |

## 역 주변
가장 가까운 버스 정류장은 히가시오스기초 1초메, 오스기 초등학교(나고야 시 교통국)이다. 간선 급행 버스 체계인 시라카베 버스 정류장도 도보권이다.
- 시키시마 제빵 본사
- 유니클로 시라카베점
- 나고야 시립 공예 고등학교
- 긴조가쿠인 중・고등학교
- 나고야 시립 오스기 초등학교
- 나고야 시립 히가시시라카베 초등학교
- 가타야마 신사
- 아마가사카 공원
- 일본기독교단 나고야키타 교회

## 역사
- 1911년 5월 23일: 영업 개시.
- 1956년 10월 15일: 노선 개설에 따라 거의 남북 방향이었던 역이 동서 방향으로 됨.
- 1990년 9월 30일: 고가화.
- 2006년
  - 7월 25일: 무인화 및 역 집중 관리 시스템 도입.
  - 12월 16일: 트랜 패스 대응 개시.
- 2011년 2월 11일: IC카드 승차권 manaca 도입.
- 2012년 2월 29일: 트랜 패스 공용 종료.

## 인접역
| 나고야 철도 ■ 세토선        | 나고야 철도 ■ 세토선 | 나고야 철도 ■ 세토선          |
| --------------------------- | -------------------- | ----------------------------- |
| ST03 시미즈 사카에마치 방면 | ■ 보통               | 모리시타 ST05 오와리세토 방면 |